# Scleronema guapa
Scleronema guapa es una especie del género de peces de agua dulce Scleronema, perteneciente a la familia de los trichomictéridos. Habita en ambientes acuáticos subtropicales en el centro-este de Sudamérica.

## Taxonomía
Descripción original
Esta especie fue descrita originalmente en el año 2020 por los ictiólogos Juliano Ferrer y Luiz Roberto Malabarba.
Localidad tipo
La localidad tipo referida es: “Rosário do Sul, en las coordenadas 30°17′41″S 54°59′17″O / -30.29472, -54.98806, sanga Santo Antônio; tributario del río Ibicuí da Armada, cuenca del río Ibicuí, hoya del río Uruguay medio, estado de Río Grande del Sur, Brasil”.
Holotipo
El ejemplar holotipo designado es el catalogado como: UFRGS 23500, el cual midió 36,4 mm de longitud estándar. Fue capturado el 8 de septiembre de 2013 por A. Duarte, J. Ferrer, L. R. Malabarba, M. Loureiro y M. Volcan. Fue depositado en la colección de ictiología del Departamento de Zoología, Universidad Federal de Río Grande del Sur (UFRGS), ubicada en la ciudad gaúcha de Porto Alegre, Brasil.
Etimología
Etimológicamente, el término genérico Scleronema se construye con dos palabras del idioma griego, en donde: skleros significa 'duro' y nema es 'filamento'. El epíteto específico guapa es un adjetivo regional utilizado para describir a una persona hermosa, una alusión a la belleza de este pez.
Relaciones filogenéticas y características
Dentro del género Scleronema, S. guapa pertenece al grupo de especies Scleronema minutum.
Scleronema guapa guarda una gran semejanza con S. mate, pero difiere de esta en las manchas del lateral del cuerpo, las cuales son marrones, difusas y dispersas (negras y redondeadas en S. mate); también difiere en que la línea infraorbital del sistema sensorial posterior contiene poros i10 e i11 y sin poros adicionales asociados (con poros adicionales asociados en S. mate). Posee una longitud estándar de entre 16,2 y 42,3 mm.

## Distribución y hábitat
Scleronema guapa es endémica del estado de Río Grande del Sur (sur de Brasil), siendo exclusiva de la cuenca del río Ibicuí, un afluente por la margen izquierda de la porción media del río Uruguay, el cual es parte de la cuenca del Plata, cuyas aguas se vuelcan en el océano Atlántico Sudoccidental por intermedio del Río de la Plata.
Habita en lechos de arena fina de ríos y arroyos, en compañía de S. operculatum.
Ecorregionalmente, Scleronema guapa es privativa de la ecorregión de agua dulce Uruguay inferior.

## Conservación
Los autores recomendaron que, según los lineamientos para discernir el estatus de conservación de los taxones —los que fueron estipulados por la organización internacional dedicada a la conservación de los recursos naturales Unión Internacional para la Conservación de la Naturaleza (IUCN)—, en la obra Lista Roja de Especies Amenazadas Scleronema guapa sea clasificada como una “especie bajo preocupación menor” (LC), al no haberse podido detectar amenazas específicas.